# ラグビーリーグ
ラグビーリーグ（英: Rugby league）は、フルコンタクトスポーツの一種である。1チーム13名ずつの2チームが、幅68メートル、長さ112—122メートルの長方形のフィールド上で競技する。リーグラグビーと呼ばれることもある。ラグビーフットボールの2つのコード（code、法典）のうちの1つであり、選手への支払い問題のためイングランドのラグビー・フットボール・ユニオンから分離した1895年に起源がある。日本を始め多くの国で一般に「ラグビー」と呼ばれているのは15人制のラグビーユニオンである。プロ化が分離の原因であったため、リーグ側は観客のためにより速く、より面白い試合を作り出す目的で徐々にルールを変更していった。
ラグビーリーグはパプアニューギニアの国民的スポーツであり、イングランド北部、オーストラリア東部 、ニュージーランドの南オークランド、フランス南西部、レバノンで人気がある。
ヨーロッパのスーパーリーグとオーストラリアのNRLがクラブの最高位の大会である。主にヨーロッパ、オーストララシア、太平洋の国同士の国際試合も行われ、国際競技連盟である国際ラグビーリーグ連盟によって統括されている。最初のラグビーリーグ・ワールドカップは1954年にフランスで開催された。オーストラリアはワールドカップを2017年から保持している。

## 概要
1895年8月29日、休業補償問題がきっかけで、主に北イングランドのラグビークラブにより「ノーザン・ラグビー・フットボール・ユニオン」(NRFU) が結成された。当時、北部の選手は週6日働いていたが、ラグビーの試合はほとんど土曜日に開催されることが多かった。したがって試合に出るには仕事を休まなければならず、補償もなかった。一方、南部の裕福な選手は週5日労働で土曜日は休み。そこで北部のラグビークラブは南部のラグビー・フットボール・ユニオン (RFU) に、仕事を休んで試合に出た選手に報酬をわたすことを提案したが、RFUは受け入れず、新団体の結成に至った。
NRFU結成時点ではラグビーリーグとラグビーユニオンのルールは全く同一のものであったが、NRFUの選手のほとんどが日曜日以外の平日に出勤する必要のあった、今日的な意味でのアマチュア選手がほとんどであったことから、ラック・モール・ラインアウトなどの負傷の危険性が高い（少なくともNRFUがそう考えた）ルールが廃止され、現在のラグビーリーグのルールが確立されていった。
また、ラグビーリーグは設立の理由自体が金銭問題であったため、選手の金銭の授受に関してはきわめて寛容であり、そのためプロ選手が早くから存在していたが、ラグビーリーグ自体はプロ選手専用競技と言うわけではなく、アマチュア選手も存在している。

## 語源
「ラグビーリーグフットボール」は、イギリス、オーストラリア、ニュージーランドにおいて1895年から1908年の間にラグビー・フットボール・ユニオン (RFU) から分裂した団体名からその名称を取っている。
そのうちの一つ、「ノーザン・ラグビー・フットボール・ユニオン」(NRFU) は、イングランドのラグビー・フットボール・ユニオンの分派として1895年に設立された。双方の組織は当初同じルールで試合を行っていたが、ノーザン・ユニオンはすぐにルールの修正を始め、より速いペースで行われるラグビー競技を作り上げていった。1907年および1908年にオーストラリアおよびニュージーランドにおいて、RFU系協会から同様の分派が分裂、「ラグビーフットボールリーグ」と改称し、ノーザン・ユニオンのルールを導入した。1922年、ノーザン・ユニオンも名称を「ラグビー・フットボール・リーグ」へ改称し、そのうちにこのスポーツ自身も「ラグビーリーグ」フットボールとして知られるようになった。

## 歴史

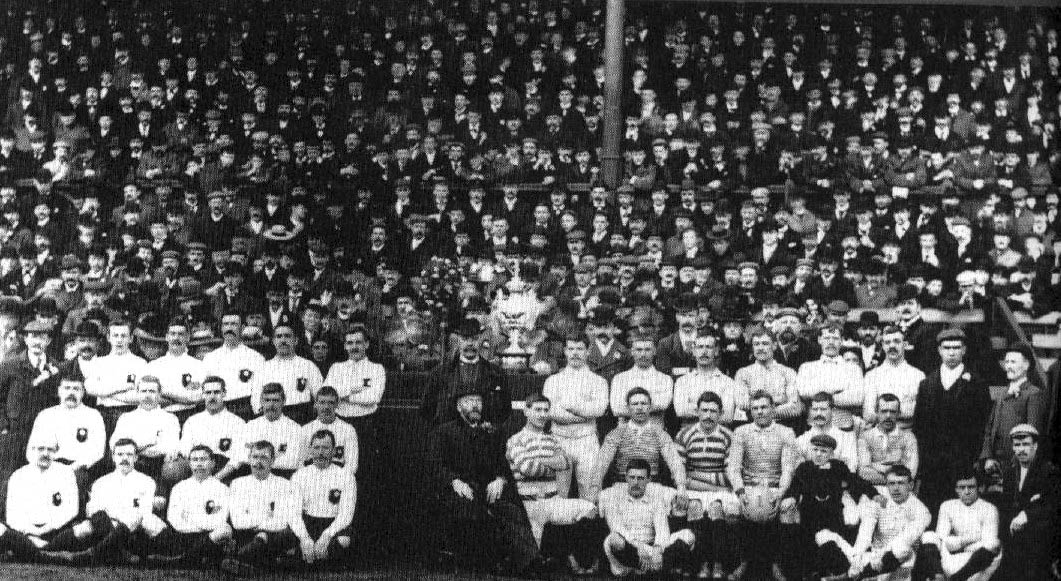
史上初のチャレンジカップ決勝（1897年）: バットレイ（左）対セント・ヘレンズ（右）

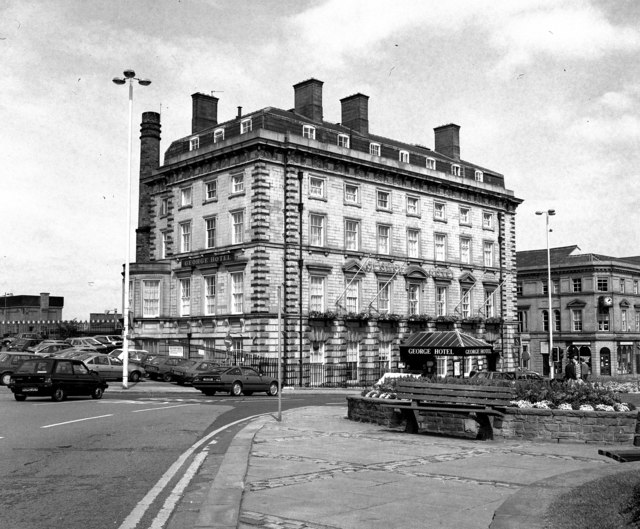
ジョージホテル（ハダーズフィールド）

1895年8月29日、主に北イングランドのラグビークラブにより「ノーザン・ラグビー・フットボール・ユニオン」(NRFU) が結成され、ラグビーフットボールは分裂した。労働者階級の北部のチームの成功など多くの要素がこの分裂の要因となったものの、主な意見の相違はRFUがアマチュア主義を強化し、選手への「休業補償」の支払いを認めなかったことが原因であった。
当時、ラグビーの試合はほとんど土曜日に開催されることが多かった。これは、宗教的な慣習により日曜日にスポーツをプレーすることが禁止されていたこと、そして19世紀に制定された工場法によって一定の労働者に対して土曜日に半日の休みが与えられるようになったためである。しかし、炭鉱労働者や工場労働者など労働者階級の北部の選手は週6日働いていたため、試合に出るには仕事を休まなければならず、補償もなかった。
一方、南部の裕福なチームはアマチュア主義を維持するための他の収入源を有していた。そこで北部のラグビークラブは南部のラグビー・フットボール・ユニオン (RFU) に、仕事を休んで試合に出た選手に報酬をわたすことを提案したが、RFUは受け入れなかった。
1895年に入場料を徴収した競技場でのラグビーの開催を禁止する命令をRFUが出したことが、1895年8月29日の有名な会合へとつながった。22のクラブ（と電話で参加したストックポート）がハダーズフィールドのジョージホテルで会合を開き、「ノーザン・ラグビー・フットボール・ユニオン」を結成した。ハダーズフィールドでの初会合から15年以内に、200以上のクラブがRFUを脱退しNRFUに加入した。
1897年に、ラインアウトが廃止され、1898年にプロフェッショナリズムが導入された。1906年、ルールを変更し、1チームは15人から13人に減り、タックル後に作られるラックはプレー・ザ・ボールに置き換わった。これらのルール変更の目的の一つは、NRFUの選手のほとんどが日曜日以外の平日に出勤する必要のあった、今日的な意味でのアマチュア選手がほとんどであったことから、ラック・モール・ラインアウトなどの負傷の可能性が高い（少なくともNRFUがそう考えた）プレーを排除することであった。
イングランドで起こったものと同様の分裂は、オーストラリアのシドニーでも起こった。1907年8月8日、ニューサウスウェールズ・ラグビー・フットボール・リーグがシドニーのBateman'sホテルで創設された。ラグビーリーグはニューサウスウェールズ州とクイーンズランド州での主要なフットボールコードとしてラグビーユニオンに取って代わっていった。
1954年5月5日に、イングランド、ブラッドフォード、オッドサル・スタジアムで行われた1953-54 ラグビーリーグチャレンジカップ決勝は102,569人の観衆を集め、ラグビーユニオンとラグビーリーグを含むラグビーフットボールの試合の新記録を打ち立てた。また、1954年には、フランスの勧めによってラグビー界で初の世界大会であるラグビーリーグワールドカップが開催された。
1966年、国際評議会は、タックルは3回まで許され、4回目のタックルでスクラムとなるルールを導入した。タックルの回数は1972年に6回に増え、1983年にはボール所有権の引渡しがスクラムに取って代わった。
1967年には、初の日曜日の国際試合が行われた。
ノーザン・ラグビー・フットボール・リーグ1971-72シーズンからテトリーズ・ブルワリーとジョン・プレイヤーが初のスポンサーとなった。
1990年代にルパート・マードックのニューズ・コープが全世界への放映権を有無を言わさず求めた時、ラグビーリーグは非常に大きな影響を受けた。メディアの巨人による「スーパーリーグ」運動は、この競技の伝統的な管理者に対して大きな変化を求めた。ヨーロッパでは、新たなスーパーリーグ競技会が市場を広げようとしたため冬のスポーツから夏のスポーツに移動する結果となった。オーストララシアでは、スーパーリーグ戦争の結果として、長く費用のかかる法廷闘争とファン離れが起こり、非常に競争の激しいスポーツ市場におけるラグビーリーグに対して顕著な損害を与えることとなった。
1997年には、オーストラリアでは2つのリーグが同時に開催されていた。その後、ナショナルラグビーリーグ (NRL) の設立に関する平和協定が結ばれた。

## 日本におけるラグビーリーグ
1993年に日本でも始まり、1994年には日本ラグビーリーグができ、日本人プロ第1号の今長賢二を皮切りに海外でリーグで活躍する選手も現れている。日本ラグビーリーグ協会を中心に普及がすすめられている。

## 規則

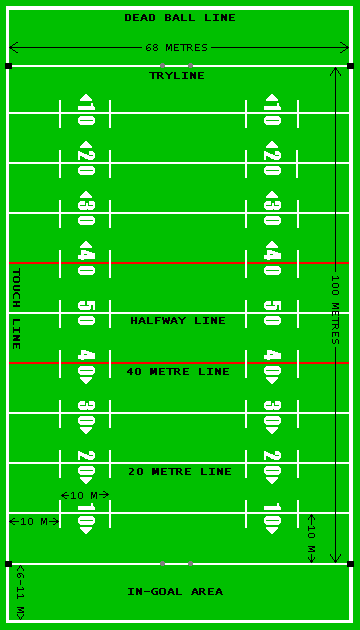
ラグビーリーグのフィールド。ゴールライン間の距離は100メートル幅は68メートル。ラグビーユニオン（70メートル）より幅が僅かに狭い。

試合時間は40分ハーフで、前後半で陣地を入れ替える。同点だった場合は、大会の形式に応じて、引き分けが宣言されるか、ゴールデンポイントルールによる延長戦へ突入する。
ラグビーリーグでは、対戦相手側の指定されたゴールラインを越えるまでボールを手で持って運ぶかキックで前進させ、グラウンドにボールをタッチさせることで点が得られる。これは「トライ」と呼ばれ、主要な得点方法であり、4点が与えられる。対戦相手はボールを運ぶ選手をタックルし前進を妨害することで攻撃側の得点を阻止するよう試みる。攻撃側は相手の守備を回避するために、ボールを他の選手にパスする。トライで得点したチームはゴールポストにキックする権利を得る（コンバージョンキック）。成功するとさらに2点が与えられる。ゴールポストへのキックは相手の反則によっても与えられ、成功するとやはり2点が与えられる（ペナルティーキック）。ドロップキックは通常のプレー中にいつでも試みることができるが、この場合は1点となる。ラグビーユニオンと比べるとラック・モール・ラインアウトなどが存在しない。また、スクラムのルールは残っているが、ラグビーユニオンと違い、形式的なプレイであるため、不要であり廃止すべきだという意見が永年となえられている。
ラグビーリーグにおけるパスは後方あるいは横方向にのみ許される。ゆえに、チームメイトはボールを保持した選手の前方へ動かないようにしなければならない。ボールを前方に蹴ってもよいが、蹴った時点でキッカーの前方にいたチームメイトはオフサイドであり、ボールを触ることができない。タックルはラグビーリーグのプレーの鍵となる要素である。ボールを持つ選手に対してのみタックルが許される。タックルは、選手が相手に捕まえられた状態で、前進が止まったり、ボールやボールを持つ手・腕が地面に付いたりした時に完了する。攻撃チームは、ボール保持権が移る前に、前進するため最大6回のタックルを受けることができる。タックルが成立するとプレーが中断。タックルを受けたプレーヤーは、ボールを足下に置き、足で後方へ転がすことによってプレーが再開される（「プレイ・ザ・ボール」）。ボールコントロールも重要であり、ボールを自分の前方にファンブルするとノックオンと呼ばれる反則になり、相手ボールのスクラムで試合が再開される。また、ボールをサイドライン（タッチライン）の外側に出した場合も、相手ボールのスクラムになる。

## ポジション

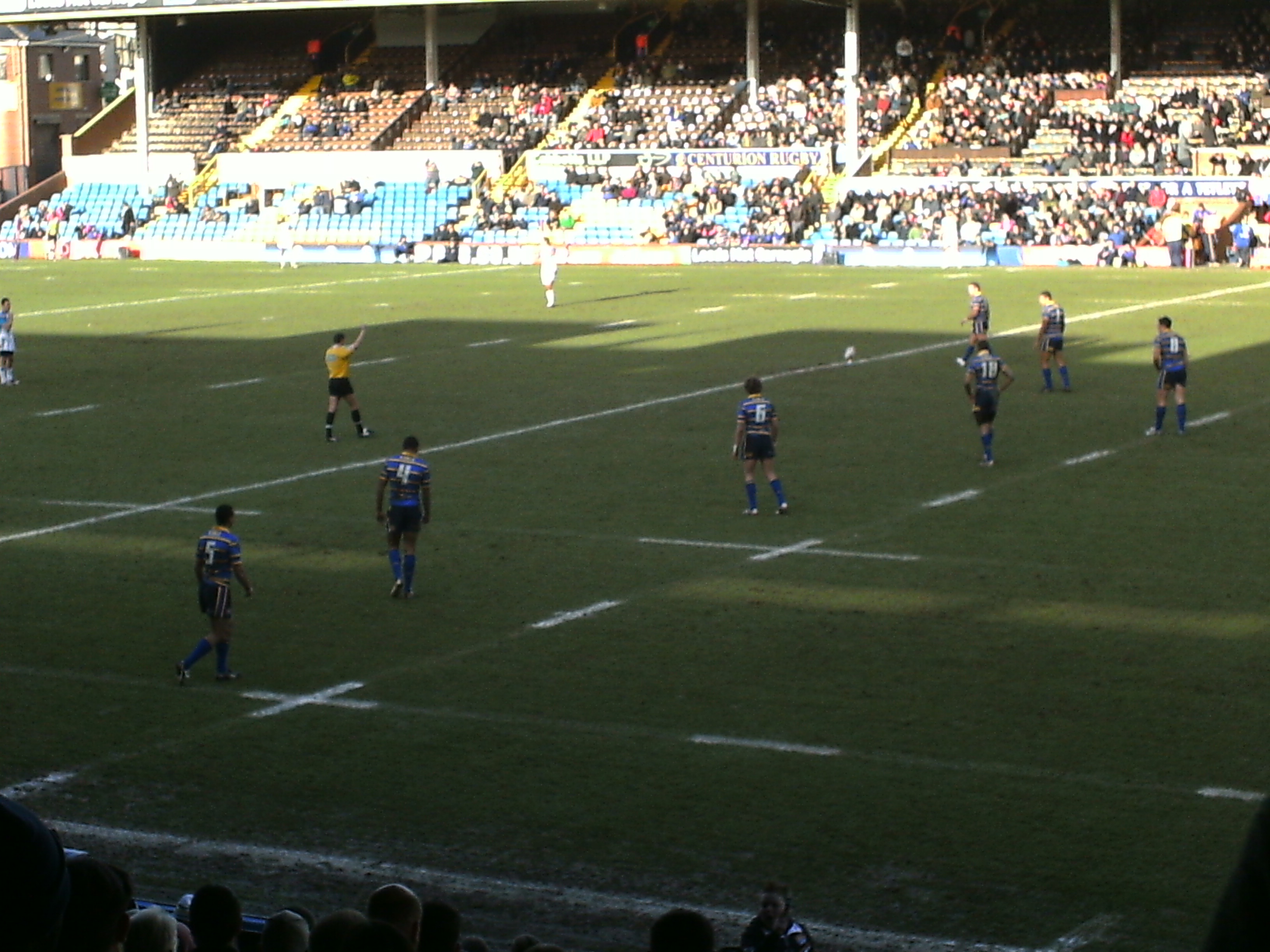
2008年のボクシング・デーにヘディングリー・スタジアムでウェイクフィールド・トリニティ・ワイルドキャッツと親善試合を行っているリーズ・ライノズ

フィールド上の選手はフォワードとバックスに分けられているが、ルールは全ての選手に同様に適用される。それぞれのポジションは他の選手と識別するために数字が付けられている。これらの数字はある人物がどのポジションをプレーしているかを同定する助けとなる。選手への数字の付け方は、試合がプレーされる国によって異なる。オーストラリアおよびニュージーランドでは、それぞれの選手はプレーするフィールド上のポジションに応じた数字が大抵与えられる。しかしながら、1996年から、欧州のチームでは選手に特定の背番号を与えることが可能となっている（サッカーと同様）。
選手交替も許されている。戦術的に選手交替を行うこともできるが、通常は選手が疲労あるいは怪我をした時に行われる。現在それぞれのチームは4人の選手交替が認められており、オーストラリアおよびニュージーランドでは、これらの選手は14番から22番の背番号を占めている。交替した選手は再び交替選手としてフィールド上に出ることができる。一般的に、それぞれのチームは1試合12回の交替が許されているが、NRLでは2008シーズン開始前から10回に減らされた。出血による一時交替あるいは相手チームの反則行為の結果選手が負傷し選手交替をしなければならない場合、交替回数は消費されない。

### バックス
バックスは一般的にフォワードと比較して、より小型で、より速く、より敏捷性がある。バックスはしばしばフィールド上で最も創造的で捕えがたい選手であり、守備ラインを破るために力尽くではなく、戦術やセットプレー、ランニング、キッキング、ハンドリング技術を用いる。一般的にフォワードが大半の仕事（ヒットアップやタックル）をこなす。
- フルバック（fullback、1番）という名称は、守備ラインの後方に位置し、キックやラインを破ったランナーに備えるフルバックの守備位置から来ている。それゆえに、フルバックは通常よい捕球技術を持ち、冷静なタックラーである。攻撃において、フルバックはランを行うか、ランナーをサポートする。フルバックは攻撃においてハーフバックやファイブエイスと同様の役割を果たすことができる。
- ウインガー（winger、2番、5番）あるいはウィング・スリー＝クォーターは、通常チームで最速の選手であり、フィールドの左端と右端（つまりウイング〔翼〕）でプレーする。主な仕事はパスを受け取ることとトライで得点することである。キックについてフルバックがフィールドの中央をカバーするのに対して、ウインガーはフィールドの右側および左側をカバーするために後退する。
- センター（centre、3番、4番）あるいはセンター・スリー＝クォーターはウイングから1つ内側のポジションであり、共にスリー＝クォーターラインを形作る。大抵は力と視野を兼ね備えており、主な役割はチームのために攻撃機会を作り出すこと、相手の攻撃に対して守備を行うことである。ウインガーと共に、センターは多くのトライを決める。大抵は体格が大きく、ゆえにセカンドロー・フォワードとしてもしばしばプレーできる。

大抵、スタンドオフ・ハーフとスクラムハーフはチームで創造的な役割を担う「プレーメーカー」である。スタンドオフハーフとスクラムハーフはチームのほとんどのパス攻撃に関与する。
- スタンドオフ・ハーフ（stand-off half、6番）あるいはピボット、ファイブ-エイス: スタンドオフ・ハーフとスクラムハーフのどちらも「フォワードプレー」の際にはパックの前方で、「バックプレー」の際にはバックスの前方でプレーできるという点では、両者にそれほどの違いはない。スタンドオフ・ハーフのポジションはスクラムにおける選手の役割や位置に従って命名されている。
- スクラムハーフ（7番）あるいはハーフバック: スタンドオフ・ハーフとの間に大きな違いはない。スクラムハーフのポジションはスクラムにおける選手の役割や位置に従って命名されている。

### フォワード

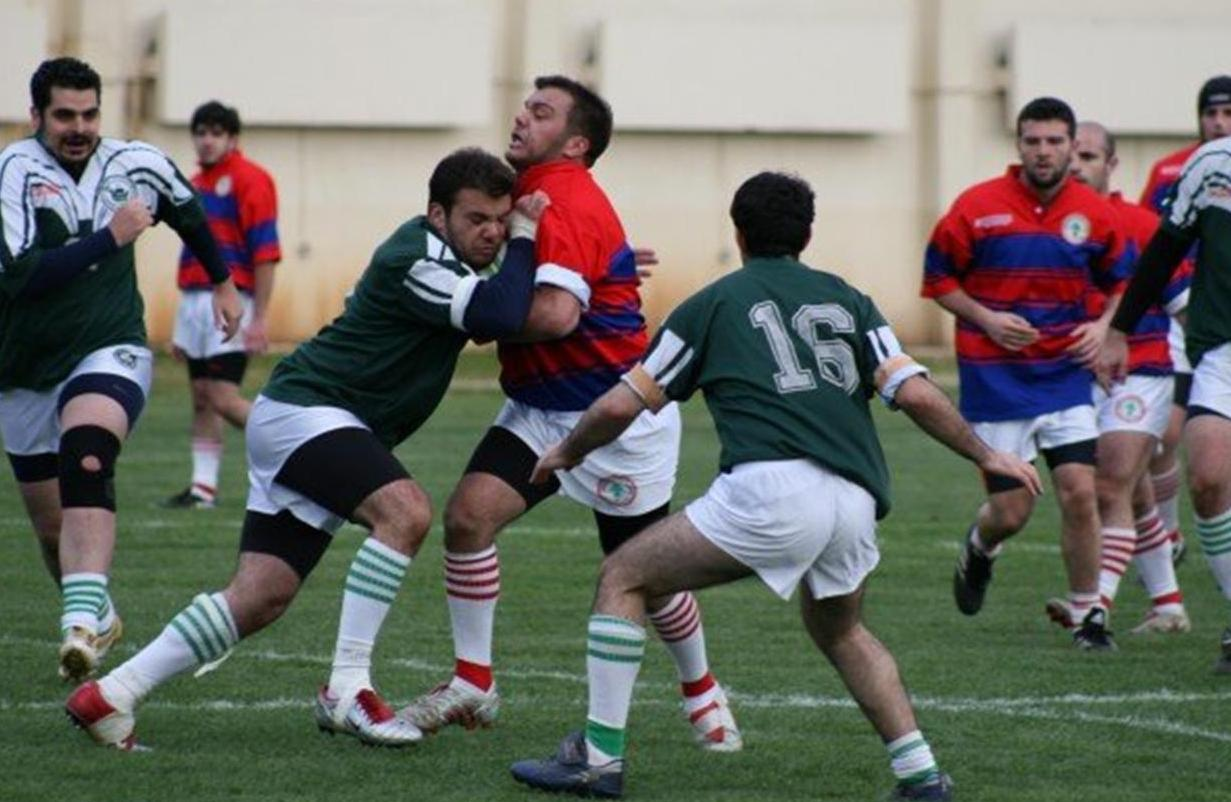
ラグビーリーグは激しい身体的プレーが特徴である。

フォワードの2つの責務は「ノーマルプレー」と「スクラムプレー」に分けることができる。フォワードのポジションはスクラムにおける選手の位置に因んで伝統的に命名されており、フッカーを除くと「ノーマルプレー」に関しては違いはない。
- プロップ（prop、8番、10番）あるいはインフロント・フォワードは通常フィールド上で最も大きな選手である。プロップはラインの中央に位置する。プロップは相手の守備ラインの中央からの攻撃を制止する「用心棒」であり、攻撃においては、積極的に守備側へボールを運ぶことによってチームに推進力を与える。
- フッカー（hooker、9番）はダミーハーフの役割を果たす可能性が高い。守備において、フッカーは大抵相手のプロップあるいはセカンドローの選手に対してラインの中央を守備する。攻撃においては、ダミーハーフとして適切な選手にパスするか、絶好の機会には自らランを行うことによって全てのプレー・ザ・ボールからプレーを開始する役割を担っている。フッカーには高いパスの能力が必須である。伝統的に、フッカーはスクラムにおいてボールを掻き込む（フックする）役目である。また、フィールド上のどの選手よりもタックルを行う機会が多い。フッカーは常にプレーに関与している。フッカーは試合や周りの選手について非常に良い知識を有している必要がある。
- セカンドロー・フォワード（second row forward、11番、12番）: 現代において、セカンドローはセンターと非常に似通っており、より速いこと、より機動性があることを期待され、プロップよりも技術が高く、スリー・クォーターズの間でプレーし、ボールがウイングにパスされた時には攻撃および守備に強さを与える。よりセカンドローの選手は技術とプロップおよびセンターの責任を兼ね備えている。
- ルース・フォワード（loose forward、13番）あるいはロックは、スクラムの3列目（最後列）に位置する唯一のフォワードである。フィールド上で最も精力的な選手であり、攻撃および守備の義務を担って全フィールドをカバーする。典型的に、大型のランナーであり、パスの受け渡しやキックに関与することもある。

## 世界でのラグビーリーグ
ラグビーリーグは世界中の30を越える国々でプレーされており、RLIF（国際ラグビーリーグ連盟）では27の国がランクされている。オーストラリア、イングランド、ニュージーランドが強豪国である。ラグビーリーグ・ワールドカップが代表での最高位の大会であり、現在は14チーム（ランキング順: オーストラリア、ニュージーランド、イングランド、フランス、フィジー、ウェールズ、パプアニューギニア、サモア、アイルランド、アメリカ合衆国、スコットランド、イタリア、トンガ、クック諸島）が参加している。以前、レバノン、ロシア、南アフリカがワールドカップに参加したことがある。

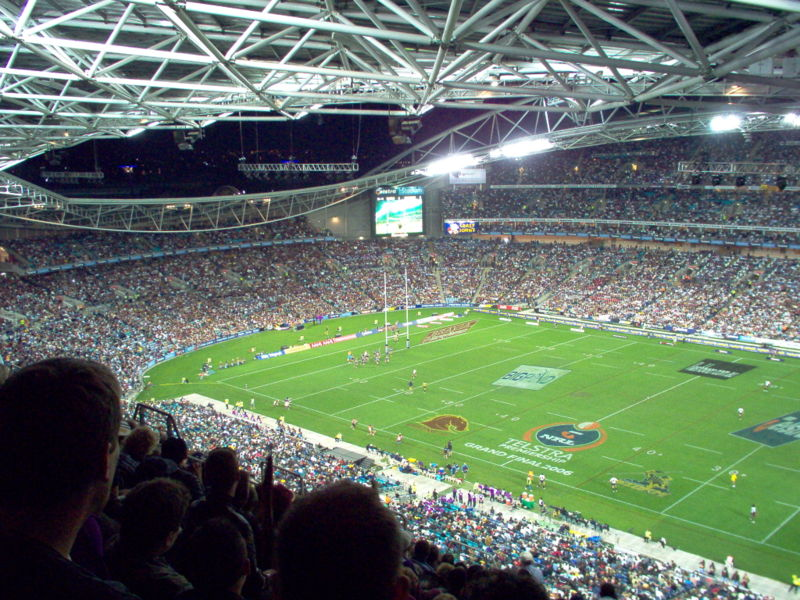
シドニー、オリンピック・スタジアムで行われたブリスベン・ブロンコズとメルボルン・ストームとの間の2006 NRLグランドファイナル。

ラグビーリーグは南太平洋の国々で特に人気がある。オーストラリアでは3番目に観客数が多いスポーツであり、ラグビーユニオンよりも人気が高い（2013年。1位オーストラリアンフットボール、2位競馬、7位ラグビーユニオン）、パプアニューギニアはラグビーリーグを国技とする唯一の国である。オーストラリアのトップリーグであるNRL（ナショナルラグビーリーグ）にはニュージーランド最大の都市オークランドから1チームが参加している。
ラグビーリーグはオーストラリア東部のニューサウスウェールズ州やクイーンズランド州、オーストラリア首都特別地域では支配的な冬のスポーツである。トンガでも普及しており、サモアやクック諸島といったその他の太平洋の国々でもプレーされている。オーストラリアのその他の地域でも、毎年開催されるステート・オブ・オリジン（ニューサウスウェールズ州選抜とクイーンズランド州選抜の対抗戦）は最も人気のあるスポーツイベントの1つである。
ラグビーリーグヨーロッパ連盟 (RLEF) は欧州および北半球におけるラグビーリーグの発展を担っており、アジア太平洋地域にはアジア太平洋ラグビーリーグ連合 (APRLC) がある。ラグビーリーグヨーロピアンカップおよびパシフィック・カップがRLEFおよびAPRLCによってそれぞれ開催されている。ヨーロピアンカップとパシフィックカップの優勝国は1年毎にフォーネイションズの第4枠としてオーストラリア、ニュージーランド、イングランドと対戦する。

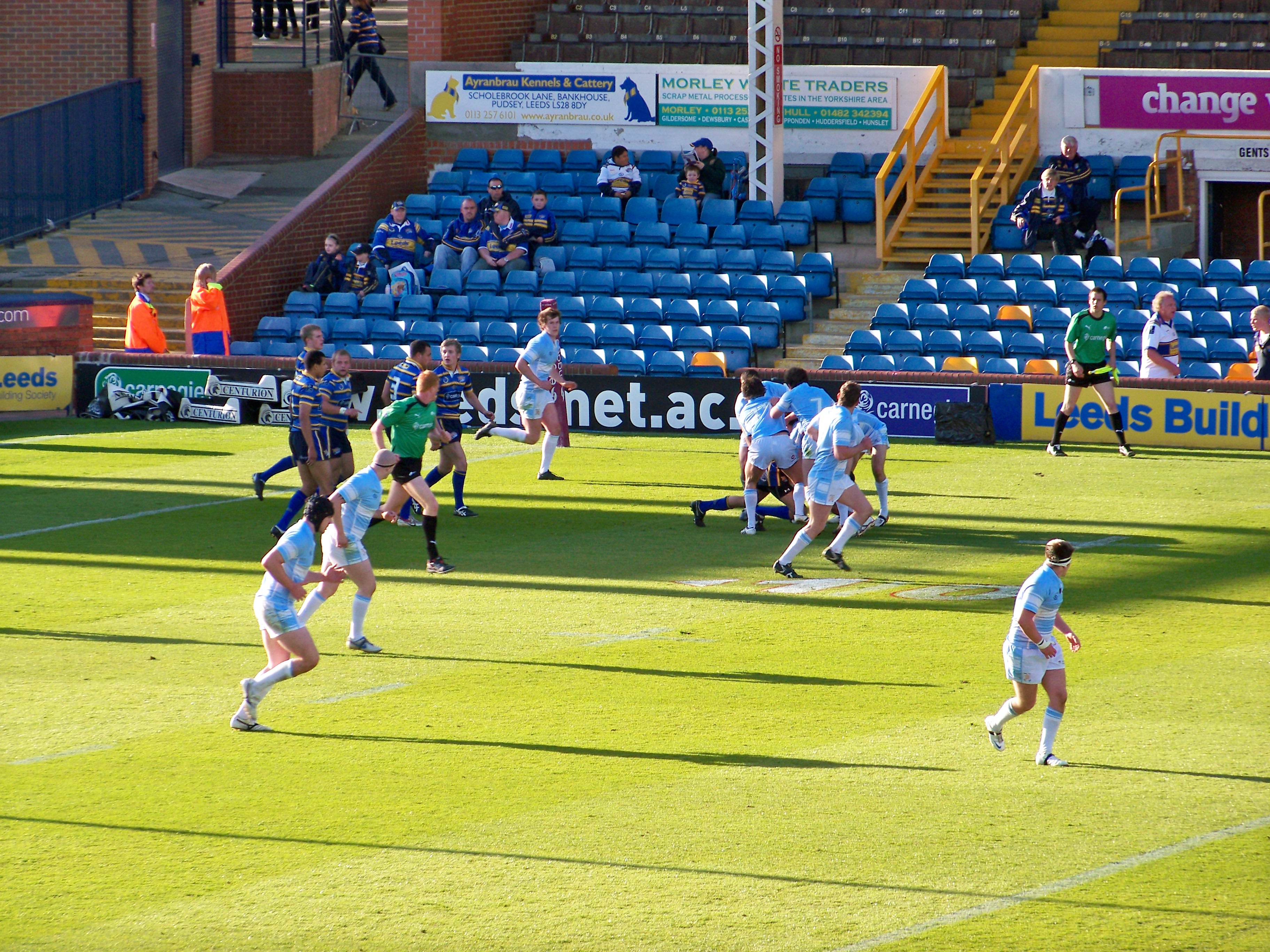
リーズ・ライノズとハルFCとの試合（2009年5月）

イングランドでは、ラグビーリーグは伝統的にこの競技の発祥の地であるヨークシャーやランカシャー、カンブリアなど北部のカウンティと結び付いているが、その人気は他の場所でも高まっている。現在、スーパーリーグに所属する14チームの内2チームはこれらの伝統的カウンティ外を拠点としている（ロンドン・ブロンコズとカタラン・ドラゴンズ）。ラグビー・フットボール・リーグ (RFL) によって発表された数字では、2008年10月以前の12カ月で女性のプレー人口が81%増加しており、男女共に若年層のプレー人口も増加している。2008年10月現在で、4万人を超える選手がRFLによって登録されている。
フランスでは1934年にようやくラグビーリーグが初めてプレーされ、1930年代に（ユニオン側の）フランスラグビー協会の状態が愛想を尽かされたため人気が上昇した。しかしながら、1940年6月に連合国がドイツによって破られた後、南部のヴィシー政権はラグビーリーグの機関とクラブに属する資産を差し押さえ、戦前にフランスを統治していた左翼人民戦線政府とのつながりからラグビーリーグを禁止した。ラグビーリーグは1944年8月のパリ解放とヴィシー政権の崩壊後に禁止を解かれたが、1990年代までフランス当局によって無視されていた。これにもかかわらず、フランス代表は1954年と1968年のワールドカップの決勝に進出し、1954年大会を主催した。1996年、フランスのチームパリ・サンジェルマンは新たに設立されたヨーロッパスーパーリーグの11チームの1つとなったが、クラブは利益を上げられず、観客動員も少なく1997年に解散した。2006年、スーパーリーグは南ラングドック＝ルシヨン地域圏のペルピニャンのチームであるカタラン・ドラゴンの参加を承認した。カタラン・ドラゴンは続いて2007年チャレンジカップファイナルに進出し、2008年スーパーリーグXIIIのプレーオフに進出した。スーパーリーグにおける「ドラゴン」の成功によってフランスのラグビーリーグの復興が始まり、シャンピオナ・ドゥ・フランス・エリート・アン（フランスエリート1選手権）のほとんどのチームの本拠とする南部において熱狂が芽生えた。
21世紀初頭にはその他の国々がラグビーリーグを再開し、ラグビーリーグ欧州連盟はドイツやスウェーデン、ノルウェー、ハンガリーといった新たな地域にラグビーリーグを広めようと努力している。

### 国内大会
完全にプロ化された2つの主要なリーグとしてはオーストララシアのナショナルラグビーリーグ(NRL)と欧州のスーパーリーグがあり、セミプロリーグとしてフランスのエリート1選手権とエリート2選手権がある。NRLやスーパーリーグの下部に存在する国内セミプロリーグ、特に州あるいはカウンティレベルのリーグには、オーストラリアではクイーンズランド・カップ（パプアニューギニアからの1チームを含む）とニューサウスウェールズ・カップがある。イギリスでは、スーパーリーグの下部にチャンピオンシップとリーグ1がある。フィジーラグビーリーグ全国競技会もセミプロチームを運営している。その他の国々ではラグビーリーグはアマチュアレベルでプレーされている。

## 観客動員記録

### 国際大会
| 試合                      | 日付           | 結果                                  | 会場                             | 開催都市       | 観衆   |
| ------------------------- | -------------- | ------------------------------------- | -------------------------------- | -------------- | ------ |
| 2013 ワールドカップ決勝   | 2013年11月30日 | オーストラリア 34-2 ニュージーランド  | オールド・トラッフォード         | マンチェスター | 74,468 |
| 1992 ワールドカップ決勝   | 1992年10月24日 | オーストラリア 10-6 グレートブリテン  | ウェンブリー・スタジアム         | ロンドン       | 73,631 |
| 1932 Ashesシリーズ第1試合 | 1932年6月6日   | イングランド 8-6 オーストラリア       | シドニー・クリケット・グラウンド | シドニー       | 70,204 |
| 1962 Ashesシリーズ第1試合 | 1962年6月9日   | グレートブリテン 31-12 オーストラリア | シドニー・クリケット・グラウンド | シドニー       | 70,174 |
| 1958 Ashesシリーズ第1試合 | 1958年6月14日  | オーストラリア 25-8 グレートブリテン  | シドニー・クリケット・グラウンド | シドニー       | 68,777 |

### 国内大会
| 試合                                  | 日付          | 結果                                                          | 会場                       | 開催都市         | 観衆    |
| ------------------------------------- | ------------- | ------------------------------------------------------------- | -------------------------- | ---------------- | ------- |
| 1999 NRLグランドファイナル            | 1999年9月26日 | メルボルン 20-18 セントジョージ・イラワラ・ドラゴンズ         | スタジアム・オーストラリア | シドニー         | 107,999 |
| 1999 NRLシーズン ラウンド1            | 1999年3月6日  | パラマタ・イールズ 20-10 セントジョージ・イラワラ・ドラゴンズ | スタジアム・オーストラリア | シドニー         | 104,583 |
| 1954 チャレンジカップファイナル再試合 | 1954年5月5日  | ウォリントン 8-4 ハリファックス                               | オッドサル・スタジアム     | ブラッドフォード | 102,569 |
| 1985 チャレンジカップファイナル       | 1985年5月4日  | ウィガン 28-24 ハル                                           | ウェンブリー・スタジアム   | ロンドン         | 99,801  |
| 1966 チャレンジカップファイナル       | 1966年5月21日 | セント・ヘレンズ 21-2 ウィガン                                | ウェンブリー・スタジアム   | ロンドン         | 98,536  |

1. ↑  公式観客動員数。非公式の推計では15万人を数え、ブラッドフォード警察は12万人を確認している。

## 特徴とラグビーユニオンとの違い
- ラックやモールといった密集状態を排除するなど、常にゲームを流動的にさせる点に重きが置かれている。
- オフェンス側のプレーヤーに対するタックルが成立するとプレーを中断。タックルを受けたプレーヤーは、ボールを足下に置き、足で後方へ転がすことによって始まる（「プレイ・ザ・ボール」）。
- オフェンス側のプレーヤーに対するタックルが6回成立すると攻守交代となる。6回目が成立した地点で攻撃権が相手に移るが（相手のプレイ・ザ・ボールで再開）、自陣のゴールラインに近いほど不利になるため、5回目が成立すると敵陣方向へボールを大きく蹴りこんで攻撃権を相手に渡したり、ドロップゴールを狙ったりする。
- 一般的にスクラムやキックの頻度が少ない。またスクラムは押し合いが無く形だけで、ほとんどボール投入側がボールをとる。
- ノックオンやスローフォワードといった軽い反則だけでなく、ボールがタッチラインを越えた時もスクラムで試合が再開される。ラグビーユニオンと違ってラインアウトはない。
- トライの得点は4点。トライ後のコンバージョンキックでの得点が2点。ペナルティゴールで得る得点が2点、ドロップゴールの得点が1点となる。
- プレイヤーの背番号の順序がユニオンと逆（ユニオン:フォワード→バックスの順、リーグ:バックス→フォワードの順）である。だが、最近では、ポジションと背番号は必ずしも一致しない場合も出てきている。